# Paolito Somazzi
Paolito Somazzi (* 4. Juli 1873 in Montevideo; † 29. März 1914 in Rivera), ein Nachkomme von Einwanderern aus Barbengo, war ein Schweizer Architekt, der als Hotelbauarchitekt das Baugeschehen Luganos nach der Jahrhundertwende prägte.

## Leben

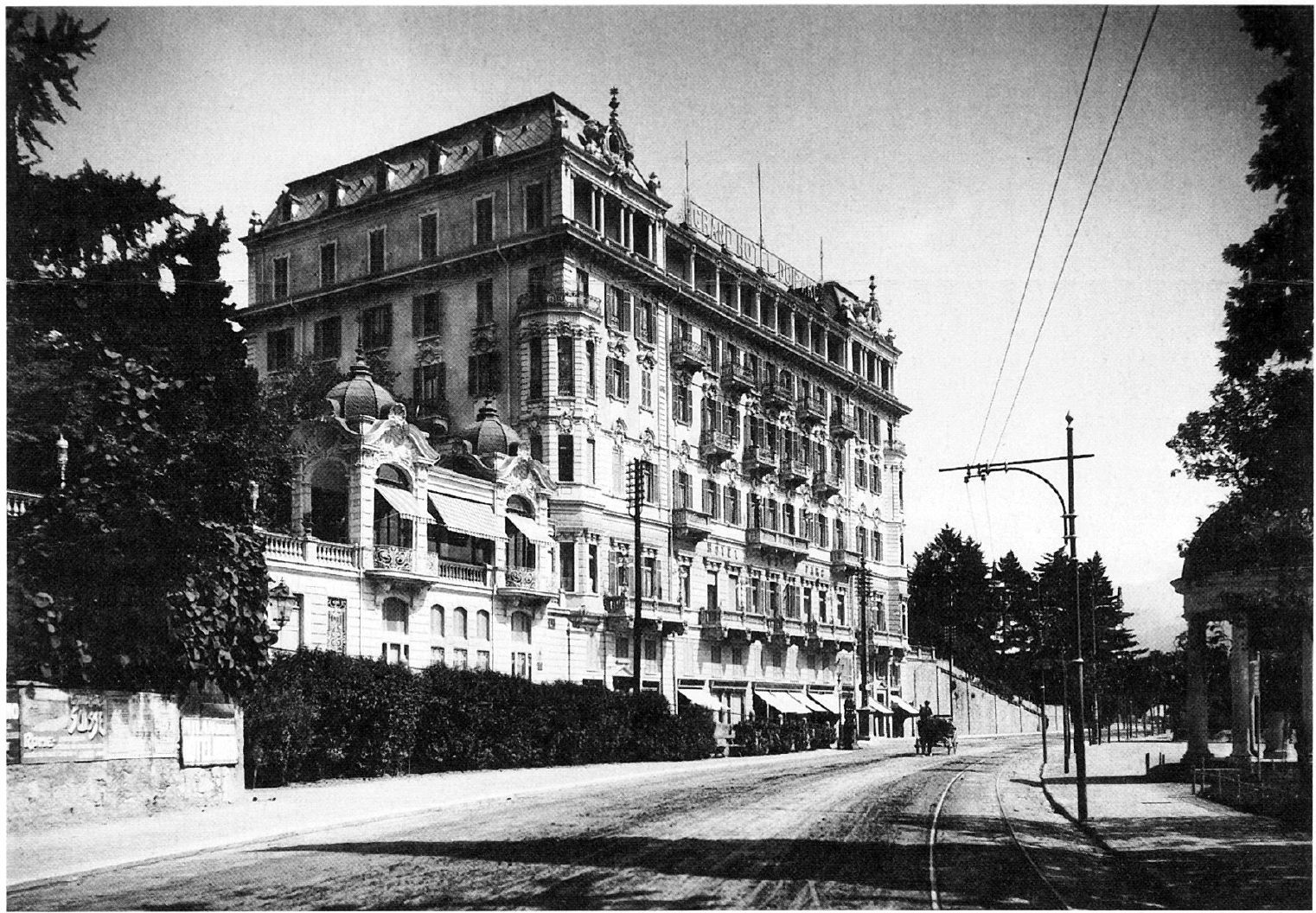
Hotel Du Parc et Beau-Sejour, Lugano, Umbau und Erweiterung 1904–05 durch Paolito Somazzi

Nach dem Studium in Winterthur arbeitete Somazzi im Betrieb seines Vaters, des Bauunternehmers Gaudenzio Somazzi. 1899 eröffnete er sein eigenes Büro. Neben den zahlreichen Gebäuden, die er in Lugano schuf, vor allem Villen, Wohnhäuser und Hotels, finden sich seine Bauwerke von Locarno bis Rimini. Somazzi war Lokalpolitiker im Gemeinderat Luganos. Er war Mitgründer des Tessiner Verbands für Feuerbestattung.

## Werke (Auswahl)
- Villa Ombroso, Lugano, 1896
- Hotel Meister, Lugano, 1902–06
- Hotel Bristol, Lugano, 1903–04
- Splendide-Royal Hotel, Lugano, 1903–04
- Hôtel du Parc et Beau-Sejour, Lugano, 1904–05
- Casa E. P. Lucchini, Wohn- und Geschäftshaus, Lugano, 1905
- Grand Hotel Brissago, Brissago, 1905
- Grand Hotel, Rimini, 1906–08
- Hotel Continental, Lugano, 1906–12
- Cassa di Risparmio, Piazza Ferrari, Rimini, 1912